# モン・パリ (1927年の映画)
『モン・パリ (La Revue des revues)』は、ジョエ・フランシス が監督した1927年のフランス映画。
フランス語の原題『La Revue des revues』は、「レビューの中の特に優れたレビュー」ないし「多くのレビューを見せるレビュー」といった含意であるが、英語圏では、フランス語で「私のパリ」を意味する『Mon Paris』の題で紹介され、日本語の題もこれに準じるものとなった。

## あらすじ
ガブリエル・ドリゾォ（Gabrielle Derisau：エレーヌ・アリエは、パキャン (Jeanne Paquin) の店で働くお針子。家族はアルコールに溺れた父と、陰鬱な母で、日常生活はさえないものだった。そんな生活を変えることを夢見た彼女は、フォリー・ベルジェールのレビューの花形への途を開くかもしれないコンクール「plus petit pied de France」に応募する。彼女は遅刻してコンクールに出られなくなるが、彼女は、才能がありながら不遇の俳優ジョルジュ・バルサック（Georges Barsac：アンドレ・リュゲ (André Luguet)）と出会う。バルザックの計らいで、彼女は芸能界に導かれる。

## レビュー場面
この無声映画は、当時のミュージックホールないしキャバレー（ムーラン・ルージュ、フォリー・ベルジェール、ル・パラス (Le Palace)）における見世物を映像で紹介する目的で製作されたものであり、極めて素朴に作られた筋書きは、その狂言回しのためのものであった。作品中にはジョセフィン・ベーカーが登場して踊る場面が、2曲ある。この映画のレビューの場面は映画全体の8割ほどを占める。
この映画は、各地でベーカーの名を広めることとなり、日本でもベーカーが知られるきっかけとなった。

## 出演
- アンドレ・リュゲ (André Luguet) - ジョルジュ・バルサック (Georges Barsac)
- エレーヌ・アリエ (Hélène Hallier) - ガブリエル・ドリゾォ (Gabrielle Derisau)
- ジョセフィン・ベーカー
- Pépa Bonafé
- Erna Carise
- エドモン・カステル (Edmond Castel)
- ジャンヌ・ド・バルザック (Jeanne de Balzac)
- Mme. Dehan
- Gretchikine
- ザ・ホスマン・ガールズ (The Hoffman Girls)
- ジョン・ティラーズ・フォリーズ・ガールズ (John Tiller's Folies Girls)
- Mme. Komakova
- Londonia
- Ludovic
- Lila Nicolska
- Skibinne
- Standford
- Titos
- アンリ・ヴァルナ (Henri Varna)
- エミール・オーディフレ (Emile Audiffred)
- Stanislawa Welska
- Ruth Zackey